# Флёранс
Флёра́нс (фр. Fleurance) — коммуна во Франции, находится в регионе Юг — Пиренеи. Департамент — Жер. Административный центр кантона Флёранс. Округ коммуны — Кондом.
Код INSEE коммуны — 32132.

## География
Коммуна расположена приблизительно в 580 км к югу от Парижа, в 70 км северо-западнее Тулузы, в 24 км к северу от Оша.
По территории коммуны протекает река Жер.

## Климат
Климат умеренно-океанический. Лето жаркое и немного дождливое, температура часто превышает 35 °С. Зимой часто бывает отрицательная температура и ночные заморозки. Годовое количество осадков — 700—900 мм.

## Население
Население коммуны на 2010 год составляло 6339 человек.
| 1962 | 1968 | 1975 | 1982 | 1990 | 1999 | 2010 |
| ---- | ---- | ---- | ---- | ---- | ---- | ---- |
| 4279 | 5154 | 5816 | 6088 | 6368 | 6279 | 6339 |

## Администрация
| Период | Период | Фамилия     | Партия                   | Примечания |
| ------ | ------ | ----------- | ------------------------ | ---------- |
| 2001   | 2020   | Реймон Валь | Радикальная левая партия |            |

## Экономика
В 2010 году среди 3596 человек трудоспособного возраста (15-64 лет) 2570 были экономически активными, 1026 — неактивными (показатель активности — 71,5 %, в 1999 году было 71,1 %). Из 2570 активных жителей работали 2236 человек (1138 мужчин и 1098 женщин), безработных было 334 (155 мужчин и 179 женщин). Среди 1026 неактивных 291 человек были учениками или студентами, 435 — пенсионерами, 300 были неактивными по другим причинам.

## Достопримечательности
- Церковь Св. Лаврентия (XIV век). Исторический памятник с 1907 года[4]
- Здание мэрии и крытого рынка (1837 год). Исторический памятник с 1987 года[5]

## Фотогалерея

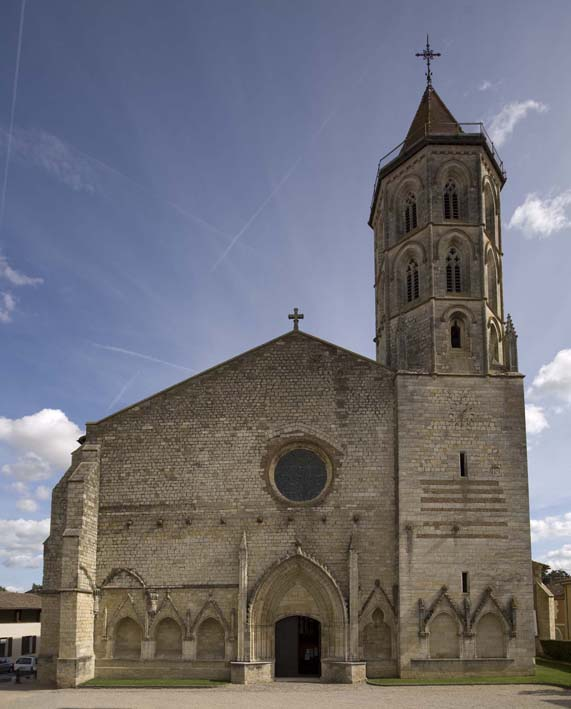
Церковь Св. Лаврентия
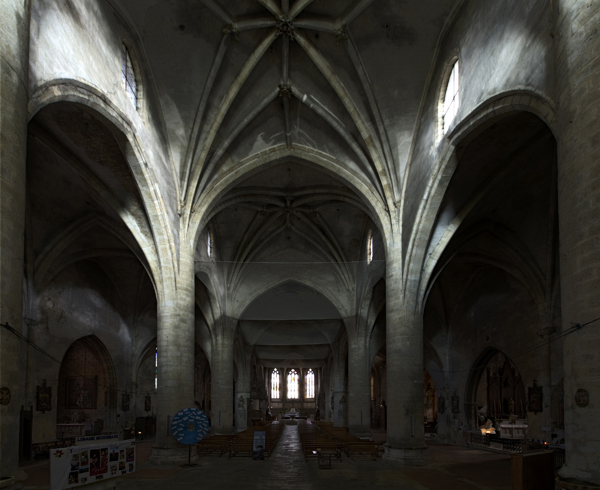
Интерьер церкви Св. Лаврентия
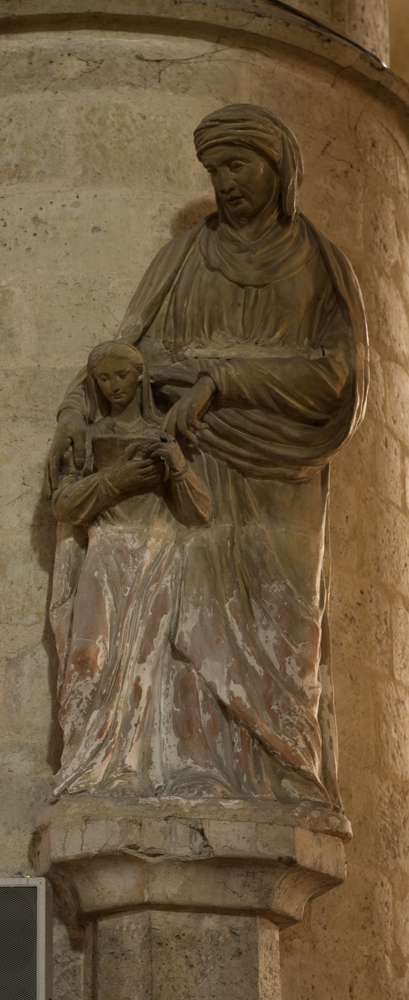
Статуя в церкви
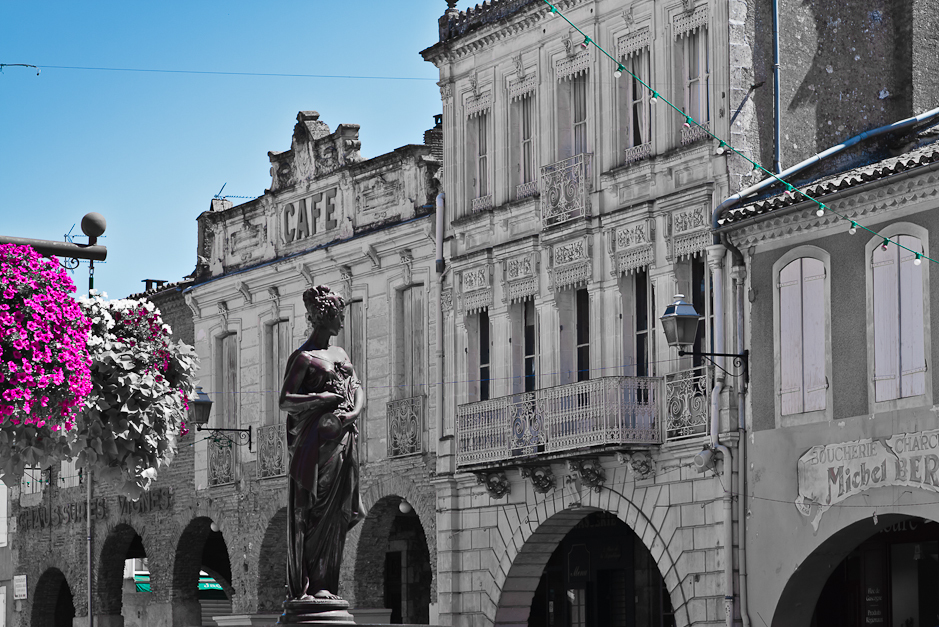
Здание на центральной площади
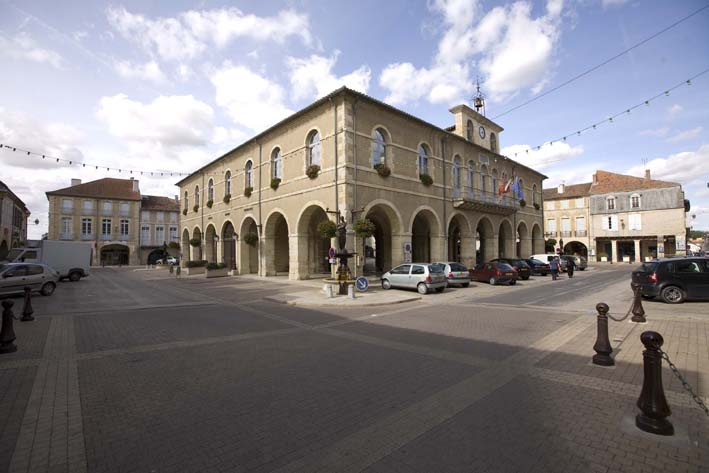
Мэрия и крытый рынок
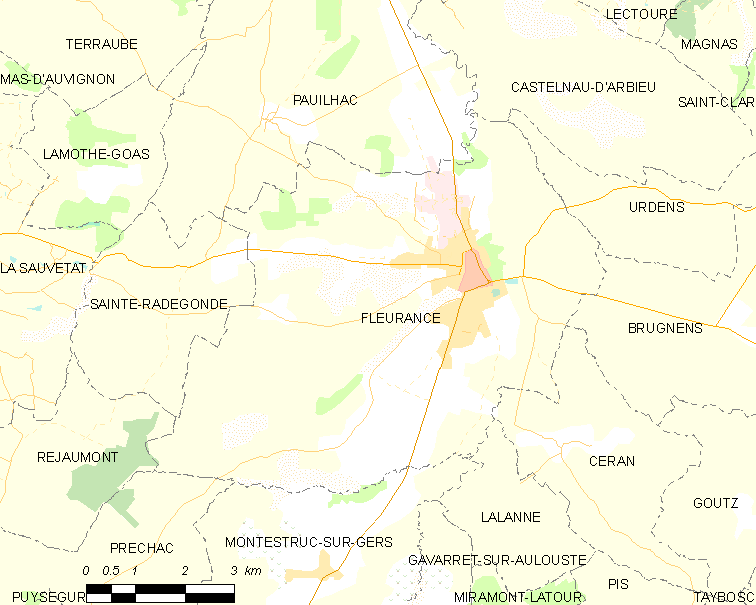
Карта коммуны